# NGC 372
NGC 372 é um sistema estelar triplo na direção da constelação de Pisces. O objeto foi descoberto pelo astrônomo Johann Dreyer em 1876, usando um telescópio refletor com abertura de 72 polegadas. 